# Ander Zabala
Ander Zabala Artetxe (Santurce, Vizcaya, 9 de febrero de 1992) es un remero español que ha participado en Campeonatos de Europa y del Mundo. Fue campeón de España de doble ''scull'' en 2012 y campeón del mundo Sub-23 de cuatro sin timonel ligero en 2004.

## Biografía
Nació en Santurce en 1992. Hijo del también remero Ignacio Zabala, comenzó en 2004 remando en el Club de Remo Santurce. Pronto comenzó a destacar en categorías inferiores. En 2006 se proclamó campeón de España infantil de skiff. Al año siguiente, en 2007, se proclamó campeón de España cadete de dos sin timonel (2-), junto con Jorge López y en 2008 ganó el título de España cadete de skiff. Ya en categoría juvenil, fue subcampeón de España de Dos sin timonel (2-) durante dos años consecutivos, en 2009 y 2010, haciendo pareja con Asier Alonso. 
En 2009 comenzó a representar a España en competiciones internacionales, participando en el Mundial de Remo Juvenil que se celebró en Brive-la-Gaillarde (Francia). Formó parte del ocho con timonel (JM8+) que quedó en 5º lugar. En los Mundiales Juveniles de 2010 en la República Checa, formó junto con Asier Alonso el dos sin timonel (JM2-) que representó a España. No lograron clasificarse para la final y quedaron segundos en la final de consolación. En 2010 también participó en los Juegos olímpicos de la juventud. La pareja Alonso-Zabala de JM2- quedó última en la final de consolación.
En 2011 queda subcampeón de España de skiff en categoría Sub-23. A nivel internacional participa en el Campeonato del Mundo Sub-23, celebrado en Ámsterdam; donde forma parte del cuatro ''scull'' ligero Sub-23 (BLM4X) y en los Campeonatos de Europa celebrados en Plovdiv, donde integra el cuatro sin timonel ligero (LM4-) que obtiene una meritoria cuarta plaza. En 2012 Zabala obtuvo su único título absoluto de campeón de España, al ganar el doble ''scull'' de Santurce formado por Zabala y Jon Carazo el título. Ese año vuelve a participar en un Mundial Sub-23 formando el doble ''scull'' ligero con Jaime de la Hoz (BLM2X), quedando quintos.
En 2013 compite representando por primera vez a otro club, el C.R.Raspas Embarcadero, y la pareja Zabala-Carazo queda tercera en el Doble Scull en el Campeonato de España. A nivel internacional compite sin mucho éxito en el Campeonato de Europa celebrado en Sevilla, en el doble scull ligero (LM2X) y en el Campeonato del Mundo Sub-23 en Linz (Austria), en la misma categoría (BL2MX), donde alcanza la final 
En 2014, junto con Jon Carazo, ficha por el Club Remo Olímpico Orio, en cuyo bote de ocho con timonel boga en el campeonato de España quedando en segundo lugar. Ese año obtiene su mayor éxito internacional al proclamarse Campeón del Mundo Sub-23 en el Mundial disputado en Varese en la categoría cuatro sin timonel ligero (BM4L-). El bote español está formado también por Álvaro Romero, Imanol Garmendia y Jaime de Haz. A nivel internacional ese año también se hace junto con Imanol Garmendia con la Regata Internacional de dos sin timonel ligero (LM2-) en el Lago Bled.
En 2015 y 2016 forma parte a nivel internacional el cuatro sin timonel (LM4-) de España que participa en los Mundiales, Europeos y trata de clasificarse sin éxito para los Juegos Olímpicos de Río 2016. El 30 de junio de 2019 gana la bandera de Lequeitio bogando como proel en el Club de Remo Santurce.